# Pennatomys nivalis
Pennatomys nivalis es un roedor extinto que habitaba en tres islas de las Antillas Menores: San Eustaquio, San Cristóbal y Nieves. Es la única especie del género monotípico Pennatomys, que pertenece a la tribu Oryzomyini, la cual incluye otras especies que habitan en las Antillas. Se ha descrito a partir de restos óseos encontrados en sitios arqueológicos, ya que constituía un componente importante de la dieta de los habitantes prehistóricos. Los zoológos no han recogido ejemplares vivos, sin embargo hay registros escritos que mencionan avistamientos hasta los años 1930.

## Taxonomía
Se conocen restos de Oryzomyini a través de todas las Antillas Menores, pero la relación sistemática entre esas especies es poco conocida y muchas especies permanecen sin nombrar. Los primeros restos fósiles de Pennatomys nivalis se hallaron en San Cristóbal en 1907, por el arqueólogo C. W. Branch. La especie fue descrita científicamente por el zoólogo Samuel Turvey y sus compañeros de trabajo en 2010. El nombre del género, Pennatomys, proviene de la raíz latina pennatus, que significa «alado» y el sufijo -mys, que significa «ratón». «Pennatus» es un epónimo de la arqueóloga Elizabeth Wing («wing» en inglés significa «ala»). Nivalis, significa «nieve» y hace referencia a la isla Nieves.
El análisis cladístico de caracteres morfológicos sugieren que Pennatomys nivalis está estrechamente relacionado con la tribu Oryzomyini; sin embargo, la posición exacta de Pennatomys fue no resuelta definitivamente por falta de datos. Debido a sus caracteres distintivos y la ausencia de pruebas de una estrecha relación con cualquier otro género, se definió uno propio para la nueva especie. Pennatomys perteneces a un subgrupo de Oryzomyini que los zoólogos denominan el «clado D», el cual está formado por especies semiacuáticas y que son endémicas del archipiélago; mientras que el resto de los géneros de la tribu son propias de áreas boscosas y solo habitan en el continente. El análisis genético demostró que posee una relación estrecha con los géneros del Clado D, especialmente Megalomys, pero también mostró que las diferentes poblaciones de las islas poseen un alto grado de diferenciación genética entre sí.

## Distribución histórica
Se han recuperado restos óseos de varios sitios arqueológicos, ya que constituía un componente importante de la dieta de los amerindios prehistóricos. El sitio más antiguo es Hichmans' Shell Heap en Nieves, que es de la época arcaica y está fechado entre el 790 a. C. y 520 a. C. El más reciente es Sulphur Ghaut, también está en Nevis, fechado entre los años 900 y 1200, y que pertenece al período pos-saladoide. Otros sitios en Nieves incluyen Hichmans (entre 100 a. C. y 600 d. C.), Indian Castle (entre 650 y 880) y Coconut Walk, de fecha desconocida. El único hallazgo en San Eustaquio se dio en Golden Rock (entre 80 a. C. y 980 d. C.). En San Cristóbal están presentes en Sugar Factory (de 700 a 1000), Bloody Point (de 660 a 1115) y Cayon (sin datar).
Documentalmente también hay registros de la presencia de la especie en épocas posteriores, aunque no son inequívocos. George Percy menciona avistamientos en 1606, aunque su descripción también puede deberse a ejemplares de Dasyprocta, una especie introducida desde otras islas. Hay referencias de 1631 (San Cristóbal) y 1720 (Nieves) de que los nativos se alimentaban de roedores, pero podría tratarse de Rattus rattus, otra especie introducida. Incluso durante los siglos posteriores se mencionan avistamientos de roedores inusuales, los cuales se presume sean de Pennatomys nivalis. El último de los cuales es de 1930. En 2009 se organizó una expedición para localizar ejemplares vivos, pero no se pudo hallar ninguno. Se cree que la extinción se debió a la introducción de especies, como Rattus rattus y Herpestes javanicus auropunctatus.
No existen diferencias morfológicas conocidas entre las tres poblaciones, pero Turvey y sus colegas encontraron que los animales de Nieves fueron ligeramente más pequeños que las de las otras dos islas. Tal diferencia en el tamaño podría estar relacionado con el hecho de que San Cristóbal es mayor que Nieves, en conformidad con la tendencia de que los animales se hacen más grandes en las islas más grandes. Sin embargo, Turvey y sus colegas también observaron que el material hallado en San Cristóbal consistió en individuos mayores que los de Nieves; por lo tanto, la diferencia de tamaño puede deberse a diferencias en el modo de explotación.